# Alfredo Javaloyes López
Alfredo Javaloyes López (Elx, 22 de març del 1865 - 18 de febrer del 1944) va ser un compositor i director d'orquestra valencià, autor del pas-doble El abanico.

## Biografia
Als 15 anys va anar a Barcelona a estudiar música. Arribà a primer violí de l'orquestra del Liceu, però un accident de trànsit l'inutilizà la mà esquerra i n'estroncà la carrera d'instrumentista. Tornà a Elx, i amb el suport del mestre Pedrell preparà les oposicions a director de banda militar. En aquest període dirigí la "Banda de Música de La Escala" i adaptà la música del Misteri d'Elx.
El 1901 succeí Alfredo García Segura com a director de la Banda de Música del Regiment Infanteria de Sevilla núm. 33, de guarnició a Cartagena, població on el 1910 compongué el que seria famosíssim pas-doble El abanico (ja el 1902 hi havia estrenat el que seria cèlebre pas-doble d'Antonio Álvarez Suspiros de España). De la ciutat murciana fou traslladat el 1918 a la Banda de Música del Batalló de Caçadors de Barbastre. Plegà de la carrera militar i tornà al seu Elx natal, on en dirigí la Banda Municipal. També portà el cor de la basílica de Santa Maria i va ser Mestre de capella del Misteri.
Com a compositor és especialment conegut per l'Abanico; considerada una marxa lenta, ha estat adoptada com a música regimental per moltes unitats militars, en general típica espanyola i de l'àrea anglosaxona; es diu que el nom deriva de la forma que tenia la taula d'un cafè on s'aplegava una tertúlia artística de Cartagena. També va ser autor de l'Himne a Elx, sis marxes de processó i altres peces per a banda.
Elx li dedicà el seu carrer de naixement, i el 2006 un concert de la Guàrdia Reial dirigida per Francisco Grau Vegara.
El seu germà Juan Bautista Javaloyes va ser Mestre de Cerimònies del Misteri d'Elx (1932-1934) i canonge de la catedral de Cadis.

## Obres
- El Abanico (1910), pas-doble, enregistrat en el DC Banda Simfònica Artístico Musical de Picassent (València: Picat, 1998 ref. CD 020101). Ha estat adaptat per a altres formacions instrumentals diverses vegades: per a cobla, enregistrat al DC Dalí i la música del seu temps en interpretació de la cobla Mediterrània (Sabadell: PICAP, 2004 ref 91035602); per a orquestra, enregistrat pel conjunt de Rudy Ventura en el DC Marcha nupcial (Barcelona: Divucsa, 1991 ref. Perfil: CD-5471).
- La Agonía, marxa de processó
- De ayer y de hoy, pas-doble, enregistrat per la "Banda de Música de la Ciutat d'Elx" en el DC Elx en festes (València: Alberri Soart, 1999 ref. ALS 10136)
- Desconsuelo, marxa per a la processó de la Setmana Santa d'Elx[3] (Interpretació per la Banda de Música de Benejússer)
- Doctor Campello, vals
- Dos besos, pasodoble humorístico
- Himno a Elche (1920), amb lletra de Joan Ferrer, enregistrat per la "Coral Ilicitana" en el DC Nuestra música (Alboraia: Tabalet, 1999 ref. AGT 791 CD). La lletra ha estat traduïda al català per Gaspar Jaén el 2001.[4]
- Jerusalén, marxa de processó
- Marcha oriental
- Pasionaria, marxa de processó
- La perla, sarsuela
- Requiem eternam, marxa de processó
- Salve (1925)
- Sones de España, pas-doble
- Via-Crucis, marxa de processó